# مايا أسكوغ
مايا أسكوغ (مواليد 18 ديسمبر 2002) هي لاعبة ألعاب قوى سويدية متخصصة في القفز ثلاثي والقفز طويل. حازت على الميدالية الذهبية في كلا الحدثين في بطولة العالم للشباب تحت 20 عامًا في نيروبي 2021، وكذلك في بطولة أوروبا للشباب تحت 20 عامًا في تالين في العام نفسه، بعد أن أكملت قفزة الثلاثي والطويل. هي بطلة السويد في الوثب الثلاثي في الهواء الطلق في أعوام 2021 و2023 و2024، بالإضافة إلى بطلة الوثب الثلاثي في داخل الصالات المغلقة أعوام 2019 و2021 و2024 و2025. كما أصبحت بطلة وطنية في الوثب الطويل في الهواء الطلق عامي 2022 و2023، وبطلة في الوثب الطويل في داخل الصالات المغلقة عام 2025.

## مسيرتها الرياضية
اكتسبت مايا تجربتها الأولى في البطولات الدولية في عام 2018، عندما احتلت المركز التاسع في الوثب الثلاثي في بطولة أوروبا لألعاب القوى تحت 18 عامًا 2018 في جيور، المجر بمسافة 12.69 مترًا. خلال  مهرجان الألعاب الأولمبية الصيفية للشباب الأوروبي 2019 في باكو حصلت على الميدالية الذهبية بتحقيقها قفزة 13.26 مترًا عام 2019، وفي عام 2021، فازت بالميدالية الذهبية في بطولة أوروبا لألعاب القوى تحت 20 عامًا 2021 في تالين بمساعدة الرياح بمسافة 6.80 مترًا والقفز الثلاثي بمسافة 14.05 مترًا. ثم احتفلت بفوز في بطولة العالم لألعاب القوى تحت 20 عامًا 2022 في نيروبي بقفزات 6.60 مترًا و13.75 مترًا. في العام التالي اقصيت من جولة التصفيات حدث الوثب الثلاثي بقفزة قدرها 13.23 متر في بطولة أوروبا لألعاب القوى 2022 في ميونيخ، وفي عام 2023، احتلت المركز الثامن في بطولة أوروبا لألعاب القوى داخل الصالات 2023 في إسطنبول بقفزة 13.64 مترًا.
في يونيو، جاءت في المركز الثالث في الوثب الثلاثي في دوري بطولة أوروبا لألعاب القوى للفرق 2023 ضمن الألعاب الأوروبية في تشورزوف بقفزة 13.88 مترًا وقبل ذلك فازت بالوثب الطويل في ألعاب كوبنهاغن لألعاب القوى بقفزة 6.70 مترًا . في يوليو، فازت بالميدالية الفضية في الوثب الطويل في بطولة أوروبا لألعاب القوى تحت 23 عامًا 2023 في إسبو بقفزة 6.73 مترًا خلف الإيطالية لاريسا يابيكينو وفي الوثب الثلاثي هُزمت من قبل الإسبانية ماريا فيسنتي بعد قفزة 13.76 مترًا. 
تم إقصاؤها في الجولة التأهيلية لبطولة العالم لألعاب القوى 2023 في بودابست بقفزة 13.98 مترًا وتستبعد من الجولة النهائية في الوثب الثلاثي بفارق 6.47 مترًا. في العام التالي تم إقصاؤها في الجولة التمهيدية بطولة أوروبا لألعاب القوى 2024 في روما بقفزة 13.74 مترًا وتخسر التأهل للجولة النهائية في الوثب الطويل بمسافه قدرها 6.60 مترًا. وفي أغسطس فشلت في تجاوز الجولة التأهيلية في مسابقة القفز الثلاثي في دورة الألعاب الأولمبية الصيفية 2024 في باريس حيث قفزت مسافة 13.79 متر ولم تتمكن من الوصول للجولة النهائية.
في عام 2025، خرجت من الدور التمهيدي بطولة أوروبا لألعاب القوى داخل الصالات 2025 في أبلدورن بقفزة قدرها 13.76 مترًا، قبل أن تحصل على المركز الخامس بقفزة قدرها 14.01 مترًا في بطولة العالم لألعاب القوى داخل الصالات 2025 في نانجينغ.

## أفضل أرقام شخصية
- فايتسبرونغ: 6.75 متر (+0.4 م/ث)، حققته في 05 يوليو 2023 في كارلستاد
- دريسبرونغ: 14,27 متر (+1,5 م/ث)، حققته 03 سبتمبر 2023 في ستوكهولم

## حياتها الشخصية
لديها صلت قرابة من جهة والدها مع لاعب كرة اليد السابق توماس سفنسون، وابنه لاعب كرة القدم ماكس سفينسون.